# Гексил
Гексил (2,2’,4,4'6,6’-гексанітродифеніламін, C12H5N7O12)— бризантна вибухова речовина; молярна маса — 439,22; жовті кристали; темп. плавлення 245 °C (з розкладанням); густина 1,78г/см3. Гексил розчиняється в ацетоні, холодній оцтовій кислоті, концентрованій HNO3, у воді не розчиняється. З металами утворює солі. Вибухає від удару. Для гексилу ΔН0 вибуху — 4200кДж/кг; швидкість детонації 7,145 км/с (за густини 1,6 г/см3; об'єм газоподібних продуктів вибуху 675 л/кг. Більшість солей гексилу більш чутливі до удару, ніж чистий гексил, особливо небезпечна сіль Pb.

## Отримання
Отримують гексил взаємодією динітрохлорбензолу з аніліном в спиртовому або водному середовищі з послідовним нітруванням утвореного динітродифениламіну. Гексил може бути також утворений в результаті нітрування дифеніламіну.

## Застосування
Застосовують гексил в сумішах із нітротолуолом та Al для спорядження боєприпасів. Запропоновано використовувати солі гексилу як термостійкі вибухові речовини в реактивних снарядах (закордонні дані).

## Вплив на організм людини
Гексил викликає дерматит, його пил подразнює слизові оболонки дихальних шляхів.